# 马塞尔卡沃
马塞尔卡沃（法語：Marcelcave，法語發音：[maʁsɛlkav]）是法国上法兰西大区索姆省的一个市镇，属于亚眠区。

## 地理
马塞尔卡沃（49°51'0"N, 2°34'28"E）面积12.49 平方千米，位于法国上法蘭西大區索姆省，该省份为法国北部沿海省份，北起加来海峡省和北部省，西接滨海塞纳省和大西洋英吉利海峡，南至瓦兹省，东临埃纳省。
与马塞尔卡沃接壤的市镇（或旧市镇、城区）包括：维安库尔莱基佩、欧贝尔库尔、桑泰尔地区卡约、伊尼欧库尔、拉莫特瓦尔菲塞、维莱布勒托讷。

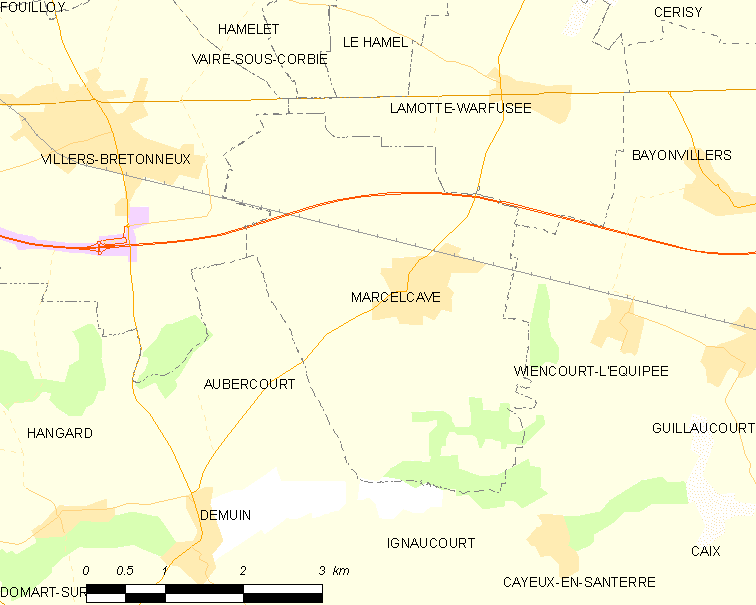
马塞尔卡沃的OSM定位图

马塞尔卡沃的时区为UTC+01:00、UTC+02:00（夏令时）。

## 行政
马塞尔卡沃的邮政编码为80800，INSEE市镇编码为80507。

## 政治
马塞尔卡沃所属的省级选区为科尔比县。

## 人口

1962-2008年间马塞尔卡沃人口变化图示

马塞尔卡沃于2022年1月1日时的人口数量为1293人。